# 釧路 (小惑星)
釧路(4096 Kushiro)は、1987年11月15日に上田清二と金田宏が北海道釧路市で発見した小惑星である。発見地にちなんで命名された。